# Paterna
Paterna es una localidad y un municipio de la Comunidad Valenciana, España. Está situado en la provincia de Valencia, en la comarca de la Huerta de Valencia (en la actual comarca administrativa de la Huerta Norte), a 5 km al noroeste de Valencia, y en la ribera izquierda del río Turia. Su población es de 74 822 habitantes (INE 2024) siendo la novena ciudad por número de habitantes de la Comunidad Valenciana y la tercera del área metropolitana de Valencia.
Se tiene constancia de poblamiento en la zona desde el Neolítico. Sin embargo, la actual villa parece haberse originado en época romana a partir de la villa romana de Paterna, que se convirtió en un vicus hacia el siglo III. La Paterna medieval destacó sobre todo por su producción cerámica, de la que el producto más característico son probablemente los socarrats. La época medieval fue un momento de auge económico que se vio truncado hacia el siglo XVI con la práctica desaparición de la producción cerámica, y se vio agravado por la rebelión de las Germanías (1520-1522) y la expulsión de los moriscos (1609), que dejó el término casi despoblado. Así, la economía de Paterna pasó a ser fundamentalmente agrícola y de procesamiento de alimentos (en los molinos de la villa), sin que la economía comenzara a diversificarse de nuevo hasta llegado el siglo XIX, algo a lo que contribuyó también la llegada del ferrocarril en 1888 (actual línea 2 de Metrovalencia). En la segunda mitad del siglo XX Paterna experimenta una explosión demográfica: los 3516 habitantes de 1900, en 1940 ya eran más de 11 000, que pasaron a 16 951 en 1960 y a 29 656 en 1975. Este rápido aumento vino provocado tanto por la aparición de grandes superficies industriales (por ejemplo, el Fuente del Jarro) como por la construcción de grandes superficies residenciales fuera del propio centro urbano, entre las que destaca La Cañada. En la actualidad, Paterna es una ciudad de servicios, con una producción industrial muy diversa: alimentación, madera, productos metálicos, construcción de maquinaria, manufacturados de materias plásticas, papel, cuero, químicas, etc.
Paterna conserva un importante patrimonio histórico y artístico, compuesto por la torre árabe, el palacio condal, la iglesia de San Pedro, un conjunto de casas-cueva, chalets modernistas, así como de obras hidráulicas, destacando sus molinos y azudes. También posee un rico patrimonio arqueológico, entre los que destacan la Lloma de Betxí y la villa romana de Paterna y un importante Museo de Cerámica, con una destacada colección de cerámica medieval. Entre los principales eventos culturales se encuentran las fiestas mayores, con desfiles de Moros y Cristianos y la gran Cordà de Paterna, declarada Fiesta de Interés Turístico Nacional en 2017.

## Toponimia
El topónimo Paterna procede, al parecer, del latín paterna, y está relacionado con la idea de 'padre' o 'de Paternus'. Esta raíz pudo haber sido conservada debido a características propias del habla mozárabe. Algunos estudiosos proponen que el origen del topónimo podría estar vinculado a un aspecto religioso, posiblemente en referencia a una figura divina o a la existencia de una imagen sagrada en un templo cocar de épocas pasadas.

## Geografía
El término municipal de Paterna ocupa una extensión de 35,85 km² y está situado a una altura media de 70 m s. n. m. Limita con Benimámet (Valencia), Bétera, Burjasot, Cuart de Poblet, Godella, La Eliana, Manises, Ribarroja del Turia y San Antonio de Benagéber.
| Noroeste: La Eliana y San Antonio de Benagéber | Norte: Bétera                  | Nordeste: Godella             |
| Oeste: Ribarroja del Turia                     |                                | Este: Burjasot                |
| Suroeste: Manises                              | Sur: Cuart de Poblet y Manises | Sureste: Benimámet (Valencia) |

### Hidrografía y orografía
El rasgo fisiográfico más notable del término de Paterna es el río Turia, que conforma la frontera sur del municipio con los términos de Manises y de Cuart de Poblet. Al norte de la villa de Paterna destaca el barranco de Endolça, actualmente urbanizado y transformado en una vía rápida hacia la circunvalación.

### Clima
El clima de Paterna es mediterráneo semiárido y mesotérmico. La continentalidad se ve disminuida por un régimen de brisas que suaviza las temperaturas máximas del verano, así como por una humedad relativa moderada. Los inviernos son relativamente suaves y las nieves infrecuentes, mientras que los veranos son cálidos y suelen presentar un cielo descubierto. Con todo, el clima es notablemente más frío y seco que el de Valencia, dada la mayor altitud y lejanía al mar de Paterna.
Las precipitaciones siguen un régimen estacional. El máximo ocurre en otoño, existiendo un débil máximo secundario durante la primavera y un periodo seco estival de unos cuatro meses en los que apenas se reciben precipitaciones. Por su lado, la temperatura media anual es de algo más de 16 °C, con unas temperaturas que oscilan entre los 9,5 °C de media en enero (el mes más frío) y 24,1 °C en agosto (el mes más caluroso). Los vientos más frecuentes durante el verano son de componente este (constituyen un 13,2 % del total anual), mientras que en otoño e invierno predominan los vientos de componente norte (ligeramente más habituales, conformando un 14,1 % del total anual).
| Parámetros climáticos promedio de Paterna         | Parámetros climáticos promedio de Paterna | Parámetros climáticos promedio de Paterna | Parámetros climáticos promedio de Paterna | Parámetros climáticos promedio de Paterna | Parámetros climáticos promedio de Paterna | Parámetros climáticos promedio de Paterna | Parámetros climáticos promedio de Paterna | Parámetros climáticos promedio de Paterna | Parámetros climáticos promedio de Paterna | Parámetros climáticos promedio de Paterna | Parámetros climáticos promedio de Paterna | Parámetros climáticos promedio de Paterna | Parámetros climáticos promedio de Paterna |
| Mes                                               | Ene.                                      | Feb.                                      | Mar.                                      | Abr.                                      | May.                                      | Jun.                                      | Jul.                                      | Ago.                                      | Sep.                                      | Oct.                                      | Nov.                                      | Dic.                                      | Anual                                     |
| ------------------------------------------------- | ----------------------------------------- | ----------------------------------------- | ----------------------------------------- | ----------------------------------------- | ----------------------------------------- | ----------------------------------------- | ----------------------------------------- | ----------------------------------------- | ----------------------------------------- | ----------------------------------------- | ----------------------------------------- | ----------------------------------------- | ----------------------------------------- |
| Temp. máx. media (°C)                             | 15.3                                      | 14.8                                      | 18.1                                      | 19.8                                      | 22.6                                      | 25.9                                      | 28.8                                      | 29.1                                      | 27.2                                      | 23.2                                      | 18.7                                      | 15.9                                      | 21.6                                      |
| Temp. media (°C)                                  | 10.8                                      | 10.8                                      | 13.2                                      | 15.1                                      | 18.1                                      | 21.5                                      | 24.5                                      | 24.9                                      | 22.7                                      | 18.5                                      | 14.1                                      | 11.4                                      | 17.1                                      |
| Temp. mín. media (°C)                             | 6.4                                       | 6.9                                       | 8.3                                       | 10.4                                      | 13.6                                      | 17.2                                      | 20.2                                      | 20.7                                      | 18.2                                      | 13.9                                      | 9.6                                       | 7                                         | 12.7                                      |
| Precipitación total (mm)                          | 32                                        | 32                                        | 34                                        | 35                                        | 33                                        | 24                                        | 11                                        | 18                                        | 53                                        | 83                                        | 51                                        | 42                                        | 448                                       |
| Fuente: Climate-Data.org 13 de septiembre de 2017 |                                           |                                           |                                           |                                           |                                           |                                           |                                           |                                           |                                           |                                           |                                           |                                           |                                           |

## Historia

### Prehistoria y antigüedad
Los primeros indicios de asentamiento humano en Paterna se remontan al Neolítico y Edad de Bronce y se han encontrado en las partidas de La Vallesa (la Lloma de Betxí) y Despeñaperros, en una zona de pequeñas lomas próxima al río Turia que permitía el abastecimiento de agua. En dichas áreas dejaron impronta los íberos, habiéndose encontrado en La Vallesa restos de una muralla defensiva y paredes de pequeñas chozas.
La documentación relativa a la llegada de los romanos se limita a referencias literarias de acontecimientos próximos en Valentia (Valencia), Edeta (Liria) y Saguntum (Sagunto). Durante décadas se había especulado sobre el posible origen romano del núcleo de Paterna, sin que la arqueología arrojara pruebas concluyentes, hasta que en febrero de 2009 la excavación de una parcela donde estaba en proyecto una finca de viviendas permitió descubrir una villa romana, fechada entre los siglos i y iii, el primer vestigio romano de un lugar habitado entre Valencia y Liria. En este momento tomaría Paterna su nombre actual, del latín paterna, ‘del padre’ o ‘de Paternus’. La intensidad de poblamiento debió ser grande en esta época, habiéndose encontrado pequeñas villas también en el barranco de Cano y el de la Font. En el término municipal se han encontrado asimismo restos de una red de acueductos que se extiende entre Ribarroja del Turia y Masamagrell.

### Edad Media y Moderna
En época musulmana Paterna era un núcleo de población importante. Poseía un recinto amurallado en la cima del antiguo alcázar (actual solar del Calvario y el Ayuntamiento), que fue residencia de los señores feudales hasta el siglo XV. Durante esta época se desarrolló la actividad cerámica y manufacturera y se produjo un desarrollo de la agricultura, incorporando nuevas tierras de regadío e introduciendo cultivos como el del arroz, la morera y la caña de azúcar. En 1065 tuvo lugar en las cercanías de Paterna una emboscada del ejército de Fernando I de León a los defensores de Balansiya, dirigidos por el rey Abd al-Malik ben Abd al-Aziz al-Mansur. La batalla de Paterna resultó en numerosas bajas por parte de los valencianos y los leoneses retomaron el sitio de Balansiya, si bien lo hubieron de levantar poco después por problemas de salud de Fernando I.
El cementerio musulmán de Paterna se descubrió en la década de 1970 al noroeste del casco antiguo, separado de este por un barranco en una ladera orientada al sureste. Las tumbas se habían cavado en la roca de la ladera y se habían cubierto con lajas de piedra desbastadas de forma rudimentaria, socarrats y ladrillo. Las tumbas de los adultos conforman, como es habitual, una oquedad alargada orientada a Oriente, cuyo fondo se excavaba una fosa más estrecha, con un escalón para asentar los elementos de cubrición. Si bien no se ha podido datar con precisión, es probable que dejara de utilizarse hacia finales del siglo XV.
El 10 de abril de 1237 se produce la entrada de forma pacífica del rey Jaime I de Aragón en el término de Paterna. Según el Llibre del Repartiment se hace entrega de la alquería de Paterna a Artal de Luna, uno de los designados por Jaime I para redactar los Fueros. Los Luna se convierten en señores feudales entre los siglos xiii y xv. Pese a los estragos producidos por la guerra de la Unión (1348), que afectaron gravemente a la villa, durante esta época la cerámica de Paterna alcanza su máxima producción. Esta queda constatada tanto por la elevada producción como por la concentración de testares, hornos y talleres, así como en la calidad y variedad de estilos.
Los jurados de la ciudad de Valencia, pretendiendo cumplir con el Fuero que prohibía plantar arroces en su término, se dispuso arrancar los arrozales en 1360. El principal objetivo era Paterna, pues se habían encontrado varios campos de arroz de cristianos (de entre 5 y 2 hanegadas) y de musulmanes (de 2, 3, 6 y 8 hanegadas). Para ello mandaron la milicia armada de la ciudad, pero las autoridades de Paterna no cedieron, alegando no formar parte de la contribución de Valencia y la política de la fuerza fracasó. Algunos años más tarde, Pedro IV mandó reedificar el Alcázar de Paterna, que se hallaba en mal estado por la anterior guerra con Castilla.

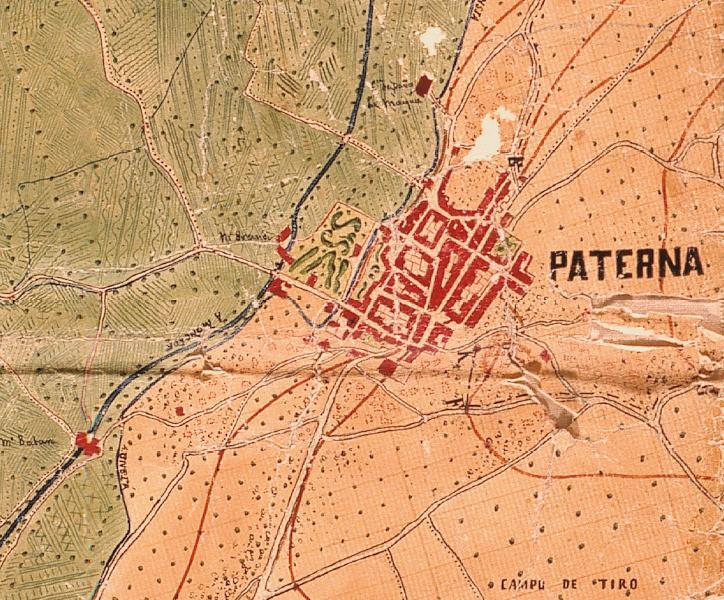
Paterna en 1883 (N→)

En 1436 Alfonso el Magnánimo entregó las posesiones de Paterna al infante Enrique, hijo de Fernando I de Antequera y duque de Segorbe. En esta época, la comunidad musulmana de Paterna sigue siendo activa; así, un alfaquí paternero introdujo en 1450 el Sexagenarium, una obra astronómica habitual en El Cairo, que Joan de Bosnia tradujo en 1456 al catalán y el latín, también en Paterna. Con todo, en el siglo XVI se inicia una crisis en la producción cerámica y, por ende, de la economía general de la localidad. Ello se vio agravado además por la rebelión de las Germanías (1520-1522), de marcado carácter antiseñorial, por lo que Paterna fue castigada y reprimida tanto por el Virrey de Valencia como por el duque de Segorbe. Unas décadas después, la expulsión de los moriscos (1609) obligó al exilio a una buena parte de la población y Paterna sufrió despoblamiento y la casi total paralización de su ya frágil economía.

#### La cerámica de Paterna
Entre los siglos xii y xv Paterna fue uno de los principales centros productores de cerámica de la península ibérica, compitiendo con otros centros importantes como Teruel o Manises y llegando a distribuirse por todo el Mediterráneo. De su amplia distribución da fe el hecho de que se hayan hallado restos de la cerámica de Paterna en puntos muy alejados de la ciudad, como la república rusa de Tartaristán o el propio Kremlin de Moscú. Destacan en la cerámica de Paterna la brillantez y fijeza de su vidriado, lo recargado de sus dibujos y la decoración en azul y dorado o en verde y manganeso. Los motivos son muy variados: figuras humanas, de animales, vegetales o heráldicas. El socarrat es la pieza más característica de la cerámica paternera: piezas de arcilla rectangulares que se utilizan para decorar el espacio entre las vigas de las casas, de los cuales Paterna quizá fue el centro exclusivo de fabricación. Otras piezas características de la cerámica de Paterna son los joguins (‘juguetes’), pequeños recipientes que repetían las formas de varios utensilios para que jugaran niños y niñas.

### SiglosXVIIIyXIX
Antonio Pando y Bringas compró en 1746 la jurisdicción de Paterna al duque de Segorbe y Medinaceli, convirtiéndose así en el primer conde de Villapaterna. En 1769, por Real Decreto, se prohibió el cultivo de arroz, que venía haciéndose desde antes de la conquista cristiana, a fin de paliar las fiebres por paludismo. A lo largo de este periodo la agricultura fue prácticamente la única actividad económica que se desarrolló en la villa. Es a principios del siglo XIX cuando comenzaron a aparecer las primeras casas-cueva, ya que no requerían apenas de materiales de construcción y se abrían en terrenos comunes. Hacia mediados de siglo se constata una cierta recuperación económica, con una diversificación de la producción. En el Diccionario de Madoz (1845-1850) aparece la siguiente descripción de Paterna y su término:

PATERNA: villa con ayuntamiento de la provincia [...] de Valencia (una legua) [...]. Situada en terreno desigual a la margen izquierda del río Turia: la baten generalmente los vientos del este y sur; su clima es templado y saludable. Tiene 480 casas, inclusa la del ayuntamiento y cárcel; un palacio del marqués de Miraflores, conde de esta villa, cuyo edificio lo ha cedido para la enseñanza y habitación de maestros y viudas pobres; escuela de niños a la que concurren 80 [...]; otra de niñas con 120 de asistencia [...]; iglesia parroquial (San Pedro y San Juan Bautista) [...]; 2 ermitas tituladas el Llano del pozo de la Virgen y Santo Cristo y un cementerio; los vecinos se surten de las aguas del río Turia que entran en la acequia de Moncada. [...] En su radio se encuentra una torre o atalaya y algunos restos de fortificación hacia el noreste, que parecen ser del tiempo de los moros, y varios montecillos y prominencias, en una de las cuales hay un almacén de pólvora y en otra una batería de artillería de todos los calibres, que se ha construido hace pocos años para la escuela práctica de esta arma [...] El terreno es de secano y huerta de muy buena calidad, que se fertiliza con las aguas del Turia por medio de la acequia de Moncada. Caminos: el carretero que conduce a Liria, y otros de herradura a los pueblos limítrofes bastante deteriorados [...] Produce: trigo, maíz, cáñamo, alubias, melones, vino, aceite, algarroba, y hortalizas; mantiene ganado lanar, alguna caza de conejos y escasa pesca de anguilas. Industria: la agrícola, 10 molinos harineros, una máquina de cardar e hilar lana, y más de 100 telares para cintas de hilo y algodón, en los que se emplean las niñas y jóvenes solteras. [...] Población: 343 vecinos, 1595 almas.
Diccionario de Madoz

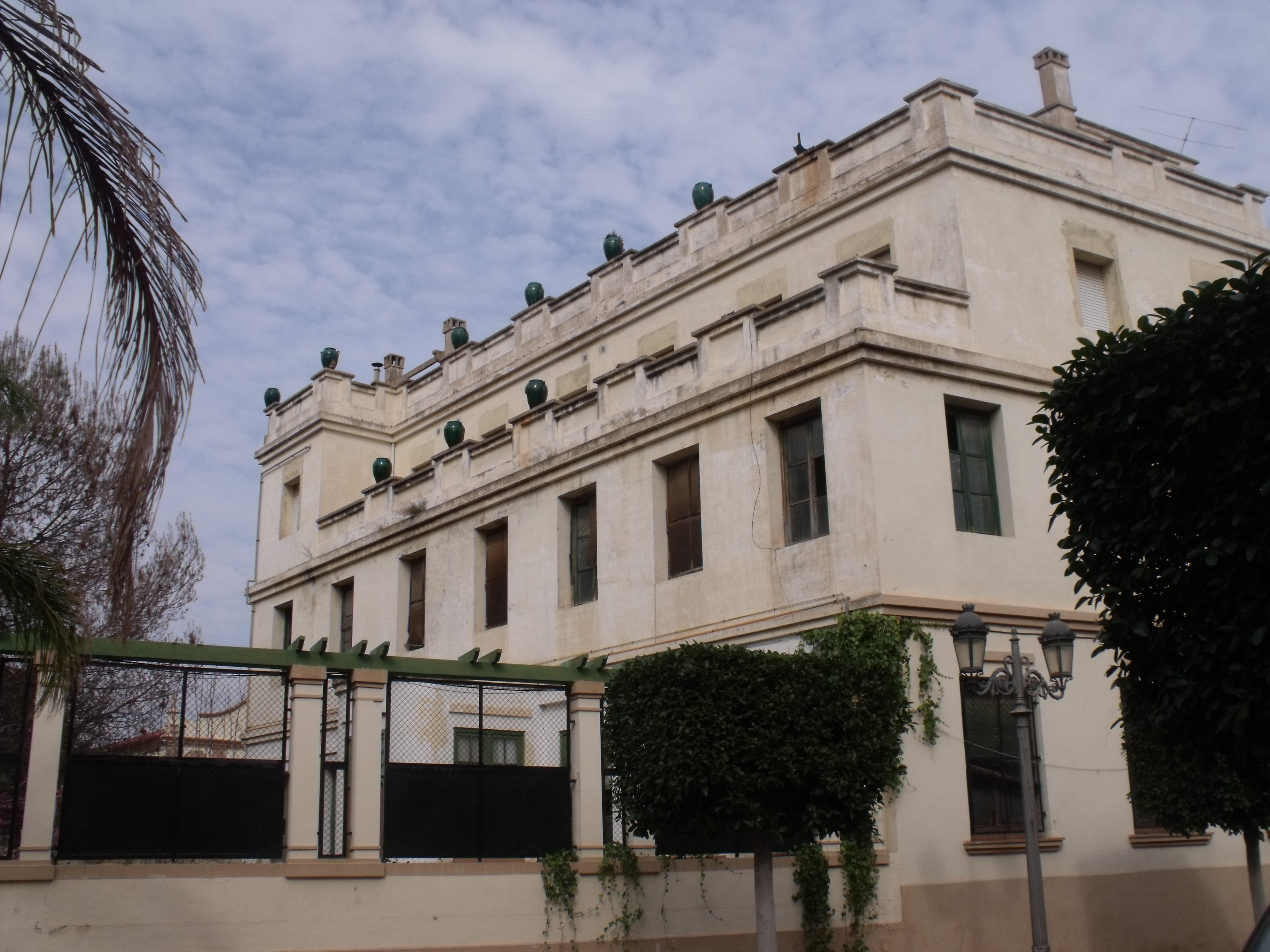
Cuarteles militares de Paterna

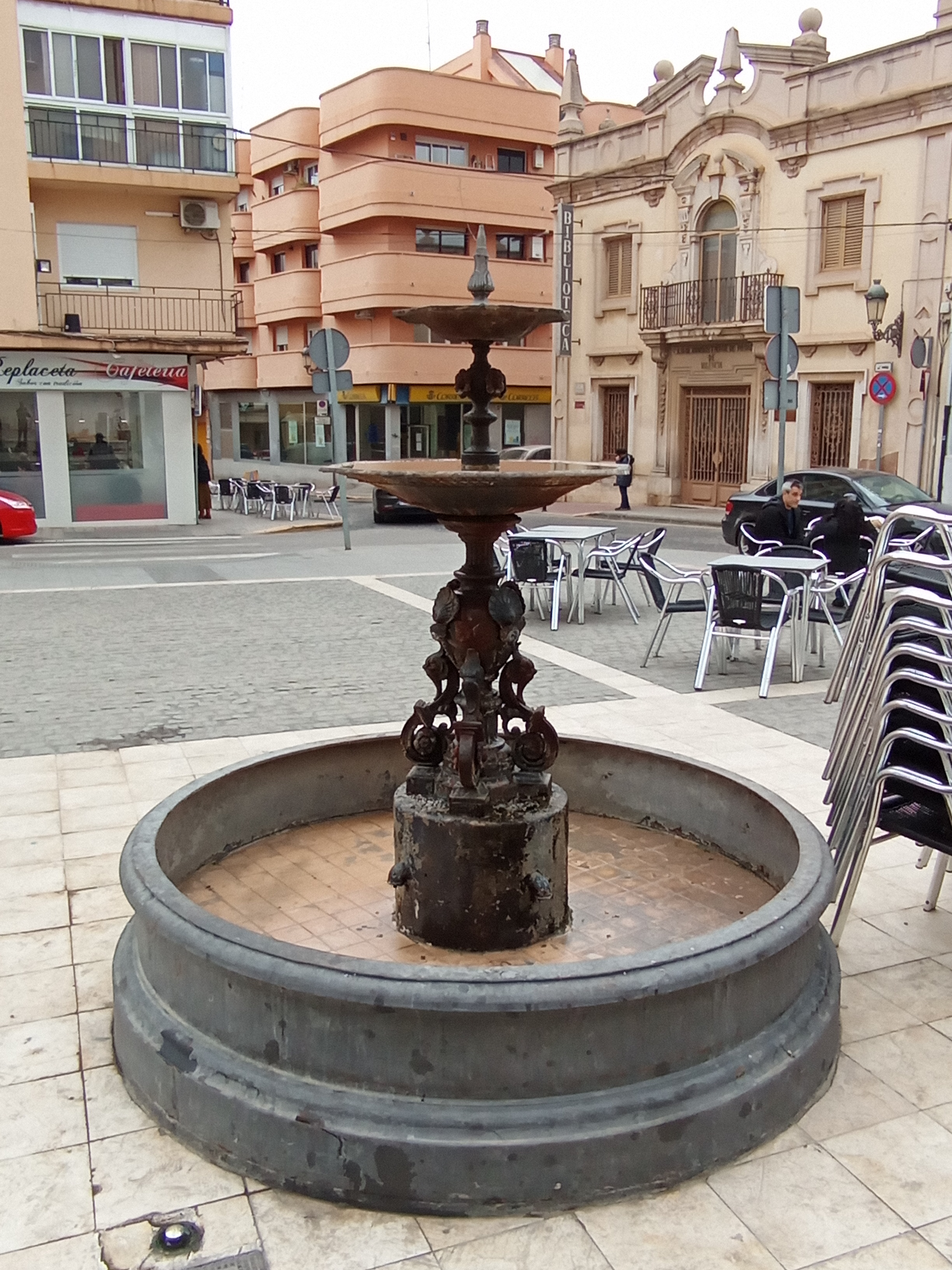
Fuente de la plaza de la Replaceta

En las décadas siguientes el crecimiento demográfico (debido a un flujo migratorio positivo) provocó el inicio de un plan de ensanche urbanístico de la villa, con la construcción del barrio de Campamento, donde se construyeron chalets y viviendas para la burguesía valenciana, así como un Cuartel militar. El aspecto de Paterna fue cambiando para hacer frente a las nuevas necesidades sociales, económicas y políticas de la población. Uno de los actos más simbólicos fue la inauguración, en 1881, de una nueva casa de Ayuntamiento (actual sede del Museo municipal de Cerámica). Durante esos años se procedió asimismo a la canalización de las aguas (1866) y construyó el ferrocarril de vía estrecha de la línea Valencia-Liria (inaugurado el 22 de abril de 1888), que mejoró la comunicación con la capital.

### DelsigloXXa la actualidad
En septiembre de 1909 Juan Olivert Serra lleva a cabo el primer vuelo a motor de España.
Durante la guerra civil española (1936-1936) Paterna, como el resto de la Comunidad Valenciana, permaneció en territorio republicano hasta el fin de la contienda y la victoria final de los sublevados. El nuevo régimen eligió las tapias del cementerio de Paterna (y ocasionalmente el cercano campo de tiro, hoy el Parc Central) como escenario de ejecuciones, habiendo muerto allí alrededor del 50 % de los ajusticiados en el territorio de la Comunidad Valenciana. En total, 2237 personas (anarquistas, comunistas, republicanos, etc.) fueron ejecutadas entre 1939 y 1956; la mayoría provenían de las provincias valencianas, aunque hay un cierto número del resto de España. Como resultado, existen grandes fosas comunes a la entrada del cementerio, una de las cuales cuenta con más de 400 cadáveres. A raíz de eso, se han celebrado numerosos actos en donde figuras públicas tales como Xelo Llopis Roca, han tomado parte estas.
A principios del siglo XX Paterna contaba todavía con tan solo unos 3500 habitantes. Es hacia finales de la década de 1940 cuando comienza una cada vez más acentuada corriente inmigratoria (procedente las zonas rurales de España), que se vio acentuada en 1963 con la creación del polígono industrial Fuente del Jarro. Así, el municipio se convirtió en un núcleo industrial y de servicios al multiplicarse los polígonos industriales, las zonas comerciales y los centros de desarrollo como el Parque Tecnológico de Valencia. Durante este siglo también se fueron conformando como núcleos de población antiguas zonas rurales o de chalets como La Cañada, Terramelar, La Coma, Cruz de Gracia, Mas del Rosari o Lloma Llarga.

## Demografía
Paterna cuenta con una población de 74 822 habitantes (INE 2024).
| Gráfica de evolución demográfica de Paterna entre 1842 y 2021 |
| |
| Población de derecho según los censos de población del INE Población de hecho según los censos de población del INEEn 1997 disminuye el término del municipio porque independiza a San Antonio de Benagéber |

En 1572 contaba la villa de Paterna con 80 vecinos (unos 360 habitantes), que aumentaron hasta los 120 vecinos (unos 540 habitantes) en 1609. Tras la expulsión de los moriscos, la población se redujo drásticamente, contando cuatro décadas después, en 1649, con solo 63 vecinos (unos 284 habitantes). A lo largo del siglo xviii Paterna se fue recuperando y en 1787 ya tenía 1084 habitantes, que se habían multiplicado hasta los 3060 en 1877, menos de un siglo después. Con todo, es en la segunda mitad del siglo xx cuando experimenta Paterna una explosión demográfica: en 1940 ya eran más de 11 000 habitantes, que pasaron a 16 951 en 1960 y a 29 656 en 1975. El municipio, que tiene una superficie de 35,85 km², contaba según el padrón municipal para 2017 del INE con 68 547 habitantes y una densidad de 1912,05 hab./km².
El crecimiento de la población se ha debido a la creación de nuevas zonas residenciales junto con la expansión de las zonas industriales en el término municipal. Respecto a la población extranjera, en 2012 esta constituía el 8,78 % de la población total, siendo la rumana (17,9 %), la marroquí (8,5 %) y la colombiana (7,4 %) las principales nacionalidades extranjeras.

### Población por núcleos
Los núcleos de población del municipio son: Cruz de Gracia (Bobalar, Casas Verdes y Santa Gemma), La Cañada (La Cañada, El Plantío, Montecañada, La Vallesa), La Coma (Mas del Rosari), Lloma Llarga (Valterna), Paterna (Centro, Alborgí, Campamento, Santa Rita) y Terramelar.
| Entidad de población | Habitantes | Coordenadas                                         | Distancia (km) |
| -------------------- | ---------- | --------------------------------------------------- | -------------- |
| Cruz de Gracia       | 119        | 39°32′14.29″N 0°26′25.97″O / 39.5373028, -0.4405472 | 4              |
| La Cañada            | 11 171     | 39°31′36.4″N 0°29′13.44″O / 39.526778, -0.4870667   | 5,5            |
| La Coma              | 9301       | 39°31′14.35″N 0°25′56.93″O / 39.5206528, -0.4324806 | 3              |
| Lloma Llarga         | 6677       | 39°30′56.83″N 0°26′4.34″O / 39.5157861, -0.4345389  | 1,5            |
| Paterna              | 37 404     | 39°30′2″N 0°26′22.11″O / 39.50056, -0.4394750       | -              |
| Terramelar           | 2484       | 39°30′30.01″N 0°25′43.48″O / 39.5083361, -0.4287444 |                |

Fuentes: INE 2014 (datos de 2013), Google Earth, Geonet, Francisco Ruiz, Población de España-datos y mapas: Datos del Nomenclátor

### Urbanismo
El núcleo originario de Paterna se conformó en las cercanías de la villa romana de Paterna. La villa, en origen una residencia rural, se convirtió en un vicus (aldea) hacia el siglo III, y es el probable origen de la posterior villa medieval de Paterna. En todo caso, esta alcanzó una entidad importante en el siglo XI, en torno al alcázar (actual Calvario) y la Torre. El casco antiguo de Paterna, en torno a la actual plaza del Poble, todavía conserva un trazado sinuoso propio del urbanismo musulmán, si bien la fisionomía exacta del núcleo urbano y del recinto amurallado se conoce muy imperfectamente.
En la actualidad, la villa de Paterna está conurbada con Benimámet (pedanía de Valencia) y no es el único núcleo urbano del municipio: una serie de urbanizaciones y agrupaciones de viviendas han acabado por alcanzar una entidad urbana relativamente importante. Así, destacan urbanizaciones de primera residencia como La Cañada, barrios aislados como La Coma, y urbanizaciones como La Cruz de Gracia, Cumbres de San Antonio, Terramelar, Lloma Llarga-Valterna y Mas del Rosari.

### Comunicaciones
En la actualidad, el término de Paterna está atravesado por una de las redes de comunicación más densas de la comarca, lo que ha contribuido al desarrollo urbano, residencial e industrial de la ciudad.

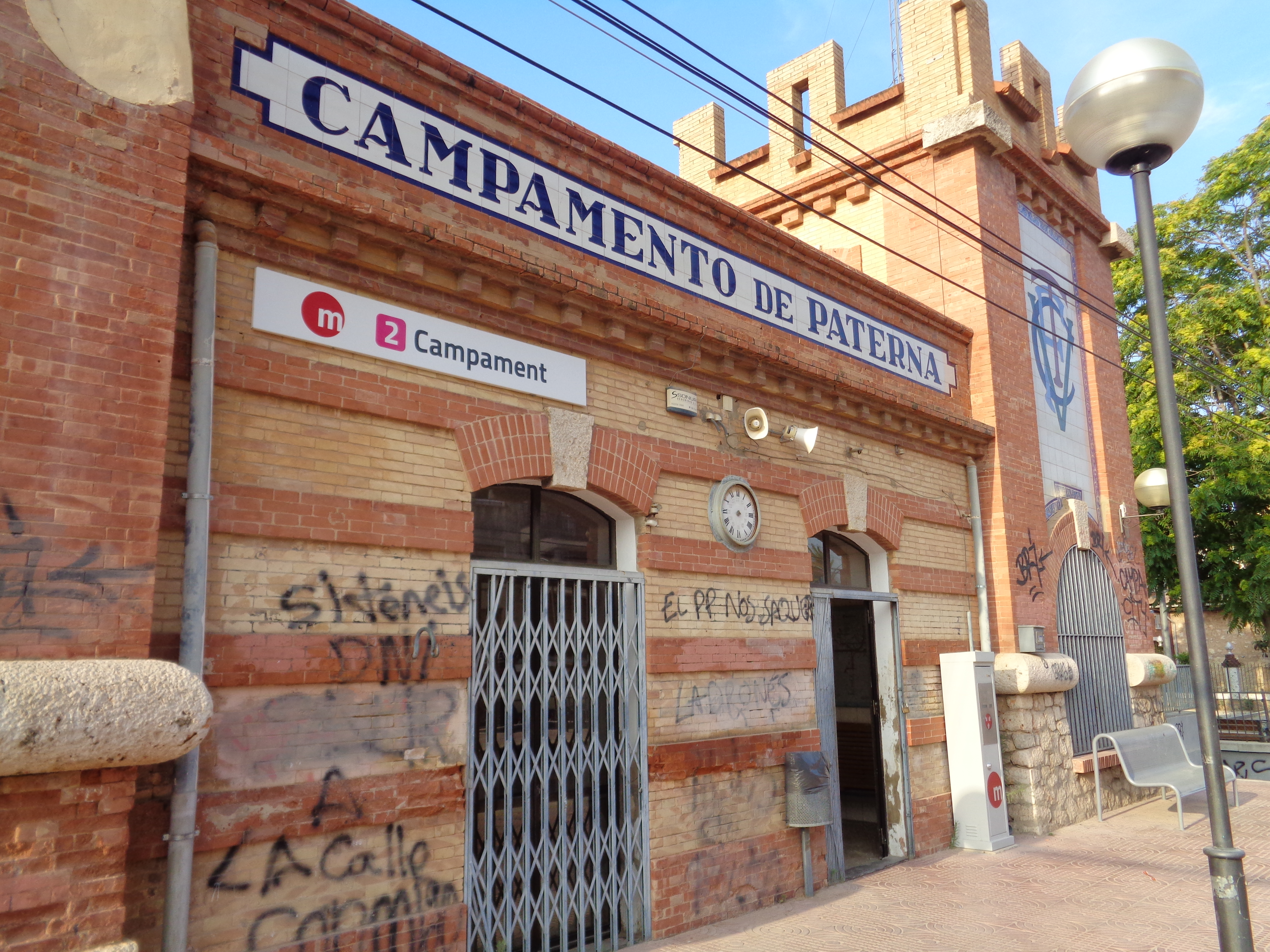
La estación de Campament, en la línea 2 de Metrovalencia, es un edificio modernista declarado bien de relevancia local.

#### Carreteras
Las principales vías de comunicación de Paterna son:
- Autopista A-7 que comunica el eje mediterráneo, entre Barcelona y Algeciras
- Autovía A-3 que comunica Valencia con Madrid
- Autovía V-30 que comunica con el Puerto de Valencia y la costa.
- Autovía CV-35 que se dirige al interior de la provincia de Valencia (Autovía Valencia - Liria - Ademuz)
- Autovía CV-30, conocida como Ronda Norte de Valencia.
- Carretera CV-365, conocida como Distribuidor Norte, enlaza la CV-35 a la altura de Terramelar con la V-30 en Fuente del Jarro.
- Carretera CV-368, enlaza el casco urbano con La Cañada y la CV-35 a la altura de San Antonio de Benagéber.
- Carretera CV-371, enlaza el casco urbano con Manises.

#### Autobús
La ciudad de Paterna cuenta con servicio de autobús urbano operado por la empresa Edetania Bus, bajo el nombre comercial Paternabus. La actual configuración de líneas se estrenó el 18 de julio de 2025. Las líneas que prestan servicio son las siguientes:
| Línea | Recorrido                                       |
| ----- | ----------------------------------------------- |
| 1     | Campament - IES Enric Valor (Circular)          |
| 2A    | Campament - Fuente del Jarro                    |
| 2B    | Campament - Parque tecnológico                  |
| 2C    | Parque tecnológico - Campament                  |
| 3A    | Paterna - Terramelar - Valterna                 |
| 3B    | La Cañada - Paterna - Heron City                |
| 4     | La Cañada - Paterna - Heron City (por Valterna) |

En cuanto al servicio interurbano de autobús se realiza bajo la marca comercial de la Generalidad Valenciana MetroBús, al ser un término municipal muy grande no todas las líneas pasan por el casco urbano de la población, algunas de ellas pasan por el parque tecnológico por el mismo Heron City. Las líneas que prestan servicio son las siguientes:
| Línea | Recorrido                                                                    | Operador     |
| ----- | ---------------------------------------------------------------------------- | ------------ |
| 130A  | Est. Empalme - Parque Tecnológico (por Facultades)                           | Edetania Bus |
| 130B  | Est. Empalme - Parque Tecnológico (por Burjassot)                            | Edetania Bus |
| 131   | Valencia - Urb. Mas Camarena                                                 | Edetania Bus |
| 136C  | Paterna - Universidades                                                      | Edetania Bus |
| 140A  | Valencia - Terramelar - Paterna - El Plantío                                 | Edetania Bus |
| 140B  | Valencia - Terramelar - Paterna                                              | Edetania Bus |
| 140N  | Nocturno Valencia - Burjasot - La Cañada                                     | Edetania Bus |
| 142A  | Paterna - Hospital La Fe                                                     | Edetania Bus |
| 142B  | Paterna - Centro de Especialidades Burjasot                                  | Edetania Bus |
| 144   | Valencia - Parque Tecnológico - L'Andana                                     | Edetania Bus |
| 147   | Valencia - Alborgí - Parque empresarial Táctica - Pol. Ind. Fuente del Jarro | Edetania Bus |
| 165   | Cuart de Poblet - Manises - Paterna - Burjasot                               | Fernanbús    |

#### Metro y tranvía
Paterna cuenta con servicio de metro y de tranvía por superficie de la empresa MetroValencia:
Línea 2: Llíria - Torrent Avinguda. Paradas: 
- Campament
- Paterna
- Santa Rita
- Fuente del Jarro
- Font del Barranc
- La Canyada
- La Vallesa

Línea 4: Mas del Rosari/Lloma Llarga-Terramelar - Dr. Lluch. Paradas:
- Lloma Llarga-Terramelar
- Santa Gemma
- Tomás y Valiente
- La Coma
- Mas del Rosari

## Economía

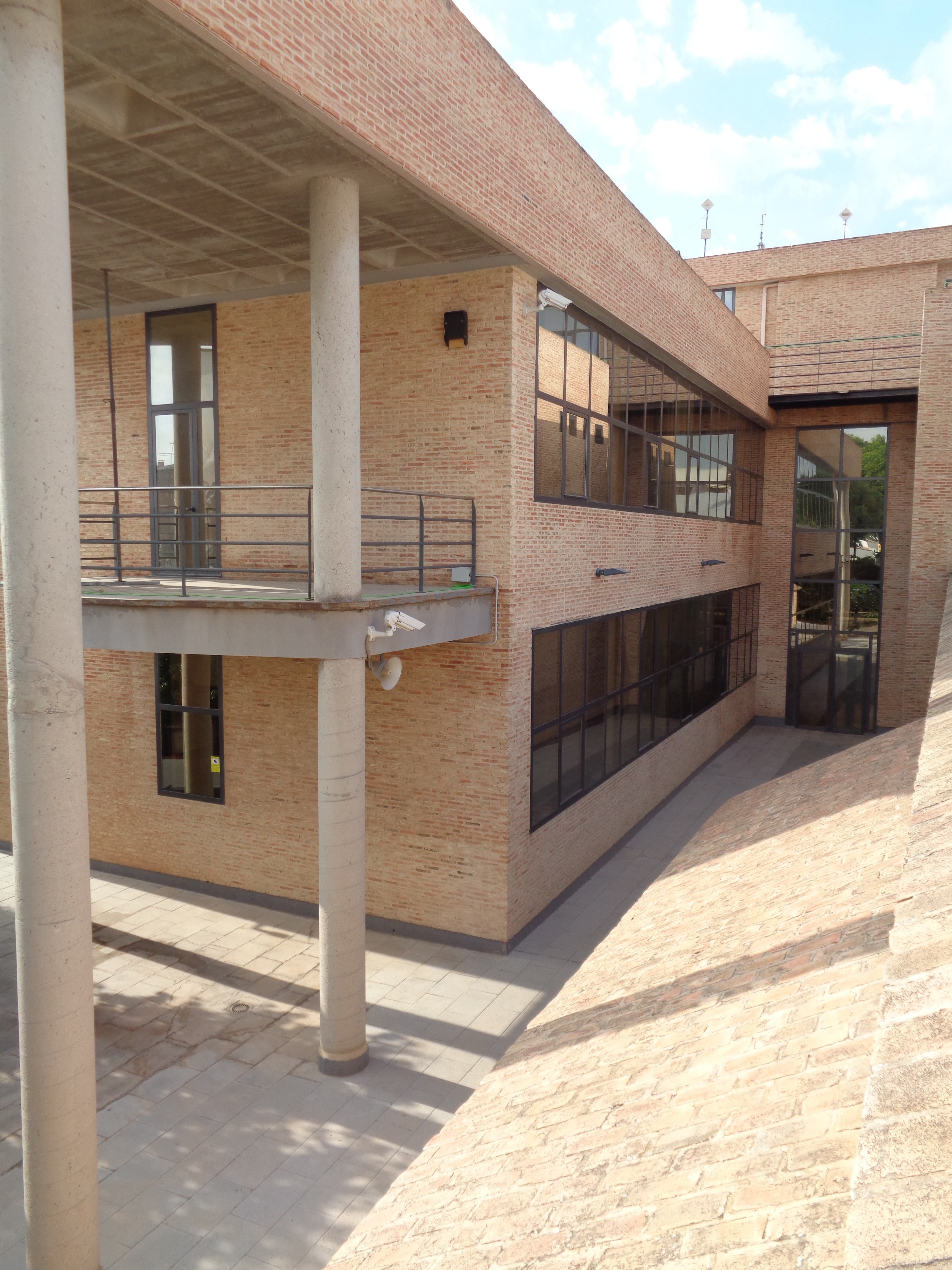
Ampliación moderna del palacio de los Condes de Villapaterna, donde se alojan algunos de los servicios del Ayuntamiento de Paterna

El sector terciario es el principal empleador del municipio. El 61,4 % de los activos trabajaban en el sector de los servicios en la década de 2000, destacando dos centros comerciales y de ocio, uno de ellos de 42 000 m². Con todo, Paterna destaca especialmente por la actividad industrial. En el municipio de Paterna se enclava una de las principales áreas industriales de la Comunidad Valenciana, estando el 14 % del término municipal (5 558 200 m²) ocupado por zonas industriales. La proximidad a Valencia, las buenas vías de comunicación y la existencia de suelo abundante y a buen precio propiciaron la creación de dichas áreas, para descongestión industrial de la capital. La industria ocupaba en la década de 2000 al 37 % de la población activa del municipio. Esta se halla distribuida en una serie de grandes zonas, en torno a las principales vías de comunicación: polígono industrial Fuente del Jarro (2 352 400 m²), de iniciativa pública (construido por el Ministerio de Vivienda, a través de la Gerencia de Urbanismo, en 1963), se halla enclavado en el centro del municipio, junto a la A-7 y la CV-365 y atravesado por la línea 2 del metro de Valencia; el parque empresarial Táctica (1 056 100 m²), junto a Fuente del Jarro; el Parque Tecnológico de Valencia (1 038 400 m²), al norte del municipio, dedicado a empresas de alta tecnología, I+D y centros de investigación; el parque científico (417 900 m²); el polígono Sector 9 L'Andana (357 700 m²) y el polígono municipal (335 700 m²), junto a Táctica. La producción industrial es muy diversificada: alimentación, madera, productos metálicos, construcción de maquinaria, manufacturados de materias plásticas, papel, cuero, químicas, etc.
Por su lado, la agricultura, que había sido el principal motor económico tras la desaparición de la industria cerámica en el siglo XVI, se encuentra en regresión y solo ocupaba en la década de 2000 al 1,5 % de la población activa. Con todo, en 1997 todavía había 1118 ha agrícolas, con ligero predominio del regadío (671 ha), en que destacan cítricos (529 ha) y herbáceos (133 ha), sobre el secano (447 ha), donde los cultivos predominantes son algarrobos (370 ha), olivos (50 ha), la vid de uva de mesa (15 ha) y los almendros (9 ha).

## Administración y política

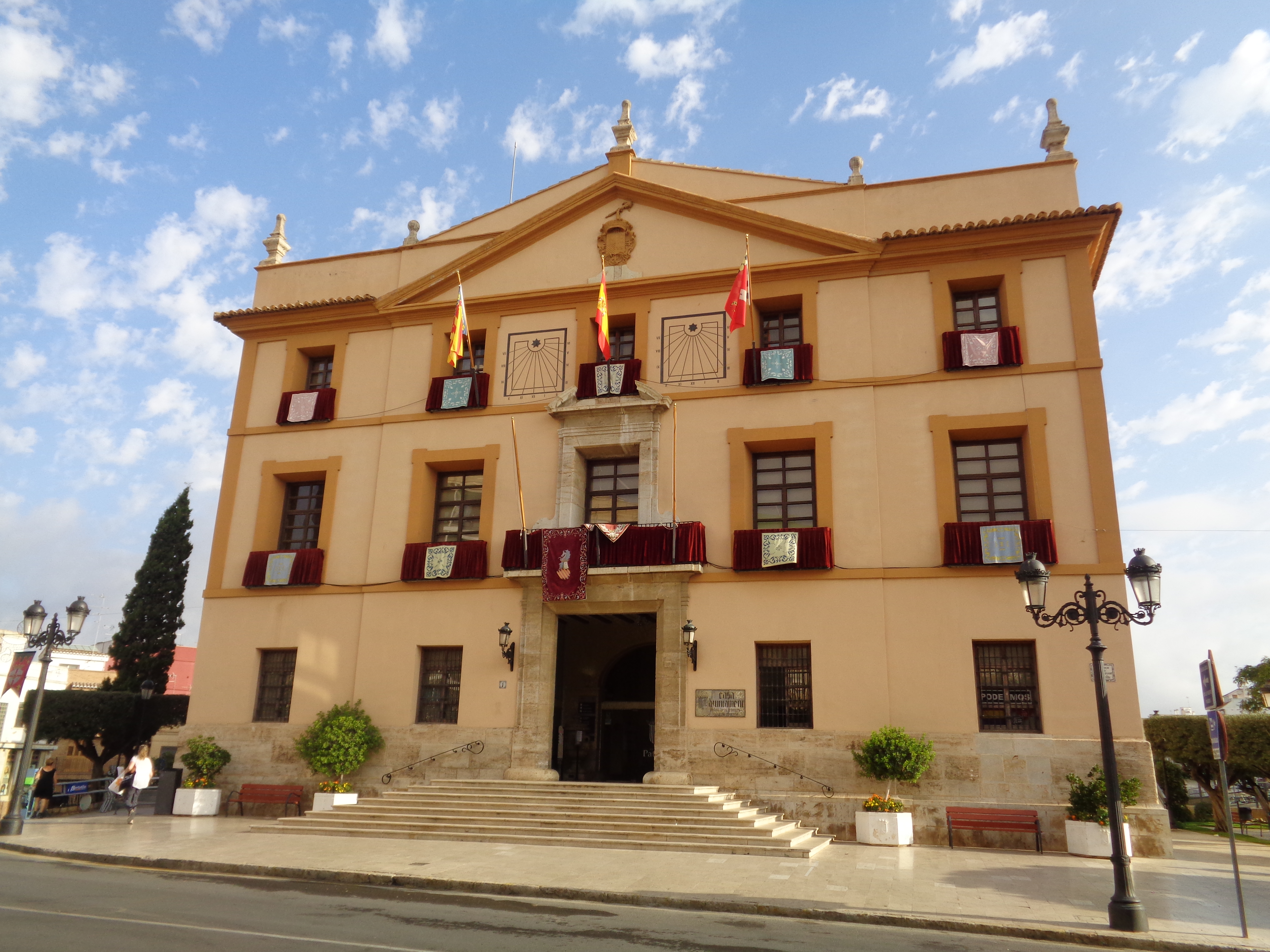
Palacio de los Condes de Villapaterna, sede del Ayuntamiento de Paterna

Paterna está gobernada por una corporación local formada por concejales elegidos cada cuatro años por sufragio universal que a su vez eligen un alcalde. El censo electoral está compuesto por todos los residentes empadronados en Paterna mayores de 18 años y nacionales de España y de los otros países miembros de la Unión Europea. Según lo dispuesto en la Ley del Régimen Electoral General, que establece el número de concejales elegibles en función de la población del municipio, la corporación municipal de Paterna está formada por 25 concejales. El Ayuntamiento de Paterna está actualmente presidido por el PSPV-PSOE, con mayoría absoluta, y consta de 14 concejales de este partido, 6 del PP, 3 de Vox, 2 de Compromís. El actual alcalde es Juan Antonio Sagredo.
| Periodo   | Nombre                      | Partido | Partido                                         |
| --------- | --------------------------- | ------- | ----------------------------------------------- |
| 1979-1991 | Bernardino Giménez Santos   |         | Partit Socialista del País Valencià (PSPV-PSOE) |
| 1991-1995 | José Enrique Bargues López  |         | Partit Socialista del País Valencià (PSPV-PSOE) |
| 1995-1997 | José Francisco Romero Valls |         | Partido Popular (PP)                            |
| 1997-2007 | Francisco Borruey Palacios  |         | Partit Socialista del País Valencià (PSPV-PSOE) |
| 2007-2014 | Lorenzo Agustí Pons         |         | Partido Popular (PP)                            |
| 2014-2015 | Elena Martínez Guillem      |         | Partido Popular (PP)                            |
| 2015-act. | Juan Antonio Sagredo Marco  |         | Partit Socialista del País Valencià (PSPV-PSOE) |

| Partido político                                | 2023       | 2023      | 2023      | 2019       | 2019  | 2019  | 2015       | 2015  | 2015  | 2011       | 2011   | 2011  |
| Partido político                                | Concejales | Votos     | %         | Concejales | Votos | %     | Concejales | Votos | %     | Concejales | Votos  | %     |
| Partit Socialista del País Valencià (PSPV-PSOE) | 14         | 16677     | 48,60     | 13         | 14484 | 47,41 | 6          | 7442  | 22,54 | 7          | 7649   | 24,43 |
| Partido Popular (PP)                            | 6          | 8080      | 23,55     | 4          | 4395  | 14,39 | 6          | 6839  | 20,71 | 14         | 15 997 | 51,08 |
| Vox                                             | 3          | 4541      | 13,23     | 2          | 2136  | 6,99  | 0          | 266   | 0,81  | —          | —      | —     |
| Compromís                                       | 2          | 2433      | 7,77      | 6          | 6827  | 20,68 | 3          | 3268  | 10,70 | 2          | 2826   | 8,23  |
| Podem-Paterna Sí Puede (PASIP)                  | 0          | 1041      | 3,03      | 0          | 1238  | 4,05  | 2          | 3216  | 9,74  | —          | —      | —     |
| Ciudadanos (CS)                                 | 0          | 483       | 1,40      | 3          | 3975  | 13,01 | 4          | 4315  | 13,07 | —          | —      | —     |
| Esquerra Unida del País Valencià (EUPV)         | Con Podem  | Con Podem | Con Podem | 0          | 822   | 2,69  | 1          | 2087  | 6,32  | 2          | 2228   | 7,11  |

## Patrimonio

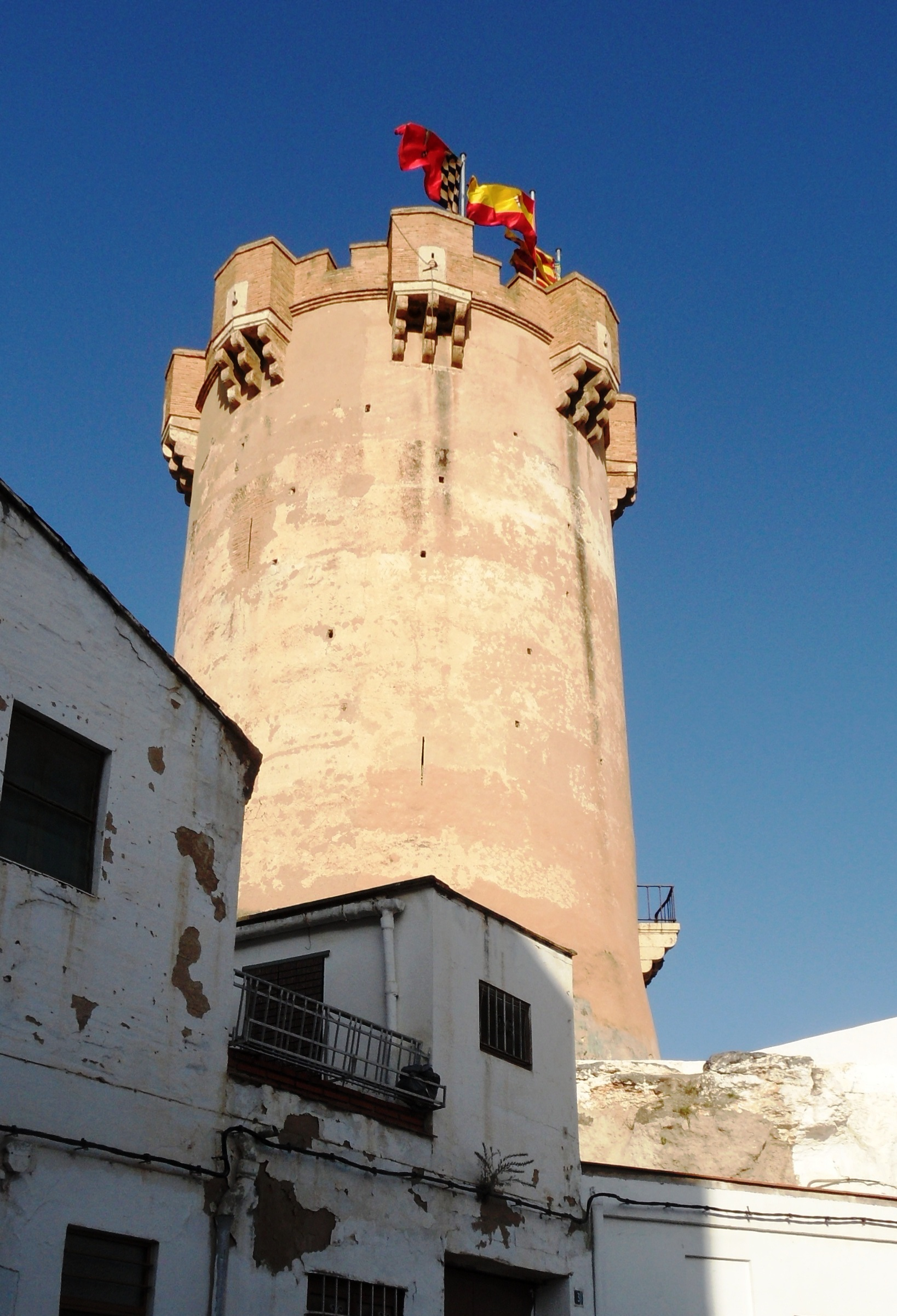
Vista de la Torre de Paterna desde el casco urbano

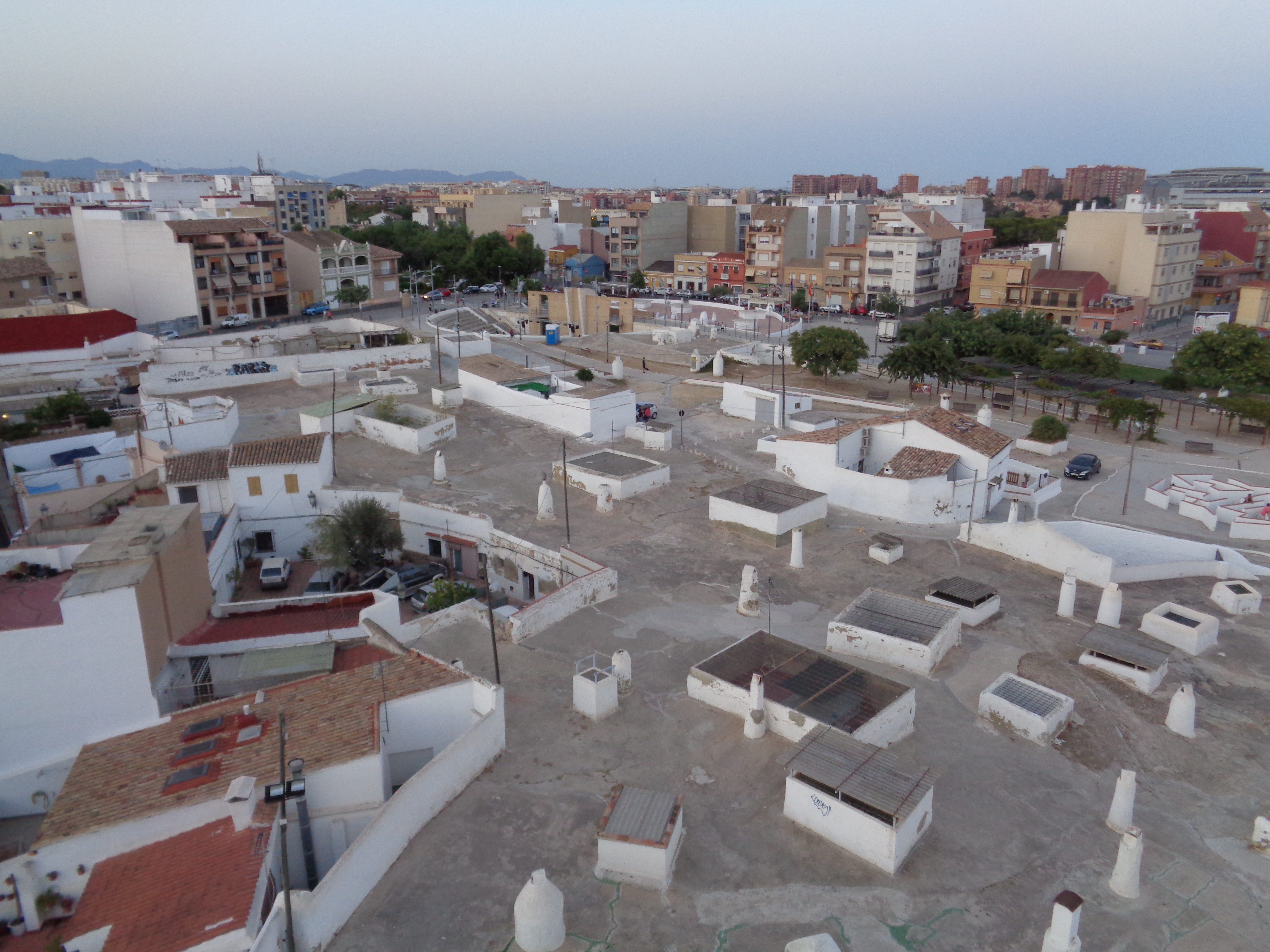
Vista de las chimeneas y patios interiores de las Coves de la Torre

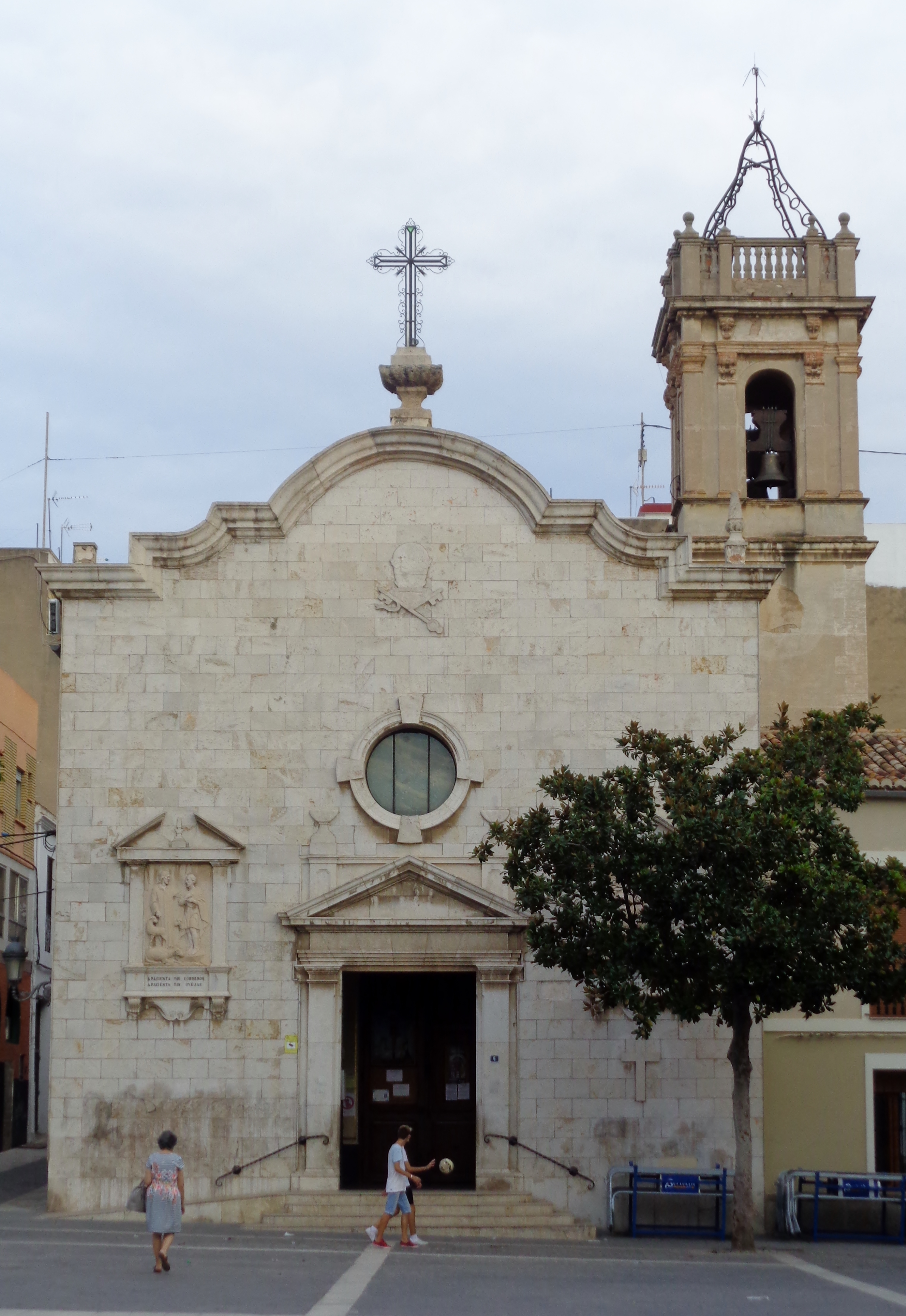
Iglesia de San Pedro, ubicada en la plaza del Poble

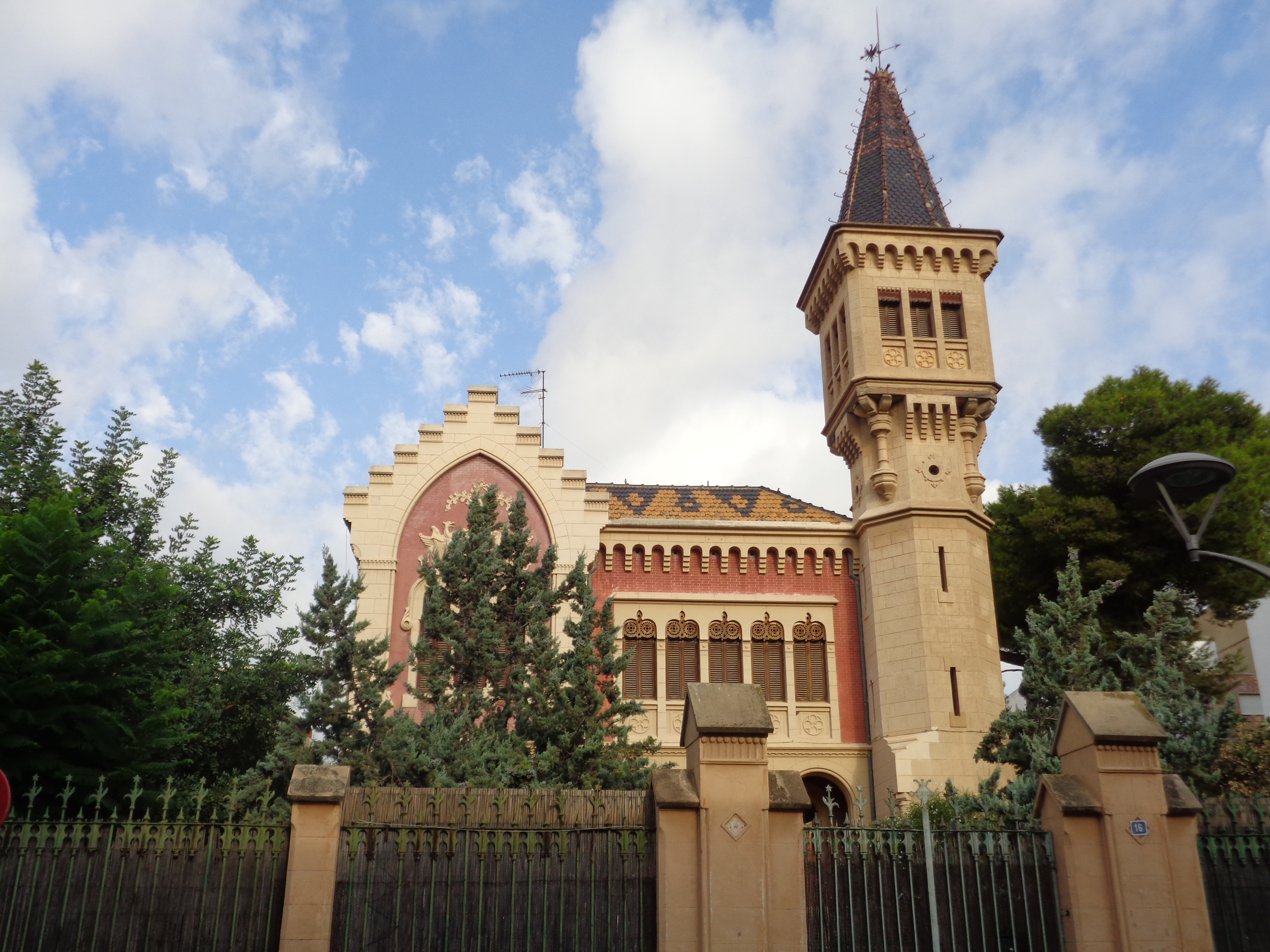
Chalet ubicado en el número 16 de la calle Joan Magal Benzo, diseñado por José María Manuel Cortina Pérez

Paterna posee un número elevado de monumentos, muchos de los cuales se encuentran protegidos. Es el caso de todo su centro histórico tradicional, que ha sido declarado bien de relevancia local. Con todo, los monumentos y zonas patrimoniales no se limitan únicamente al área urbana, sino que se encuentran repartidos por todo el término municipal. Ello llevó a la Generalidad Valenciana a otorgar la categoría de Municipio de Interés Turístico a Paterna en el año 2000.

### Patrimonio arquitectónico
Torre de Paterna
La torre de Paterna, es uno de los monumentos más destacados de Paterna por su valor histórico y arquitectónico, su función principal habría sido defensiva, aprovechando su ubicación estratégica para vigilar el entorno. Formaba parte de una red de torres de vigilancia como las de Bofilla o Espioca, que protegían la ciudad de Valencia frente a posibles ataques cristianos. Esta antigua torre de defensa de origen islámico, perteneció a los sucesivos señores de la villa hasta que se donó al Ejército español en 1869. Su construcción data de finales del siglo XI y principios del siglo XII con planta cuadrada, adquiriendo su característica forma troncocónica, probablemente durante el siglo XIV, tras la conquista cristiana. Su altura es de 19,5 m, con un diámetro inferior de 12,70 m y superior de 9,60 m. Consta de tres plantas (las dos primeras de base cuadrada y la tercera octogonal) y una terraza (de base circular) y fue restaurada en 1971-1972. Está declarada bien de interés cultural junto con las casas-cueva que surgieron posteriormente en sus alrededores, que conforman ahora el «parque urbano de la Torre y el Palau».
Palacio de los Condes de Villapaterna
El Palacio de los Condes de Villapaterna (Palau dels Comtes de Vilapaterna) es palacio señorial construido por los condes de Villapaterna en 1760. Es un edificio de marcada huela clasicista, diseñado por Antonio Gilabert y Fornés, que era director de la Academia de Bellas Artes de San Carlos de Valencia. Posee una ancha escalera exterior, planta baja y dos pisos. A mediados del siglo xix se utilizaba como escuela, habitación de maestros y albergue de pobres. En 1887 lo compró el banquero Enrique Trénor y Bucelli y pasó a manos privadas de nuevo, aunque en 1921 volvió a utilizarse con fines públicos, como hospital de enfermos y heridos de la guerra de África. Se restauró en 1977 y pasó a ser utilizado como galería de arte, una vez el ayuntamiento lo hubo adquirido en 1983. Con todo, en 1989 se decidió transformarlo en la sede del Ayuntamiento de Paterna, función que sigue cumpliendo en la actualidad. Para ello, además del edificio original, se construyeron unos anexos modernos en la parte posterior del edificio, donde habían estado las cuadras del palacio. Está declarado bien de interés cultural.
Calvario
El Calvario de Paterna (el Calvari) está emplazado en una terraza con vistas al río Turia, las huertas y las poblaciones cercanas. Se trata del punto más elevado del antiguo casco urbano, donde se levantaba el antiguo alcázar musulmán y cristiano. Actualmente solo se conservan restos de la vieja muralla y de una de las puertas, así como un túnel construido con bóveda de cañón, redescubierto en unas prospecciones realizadas en 1911. El solar actual se halla ocupado por un calvario y, en el centro de la plaza, una torre-reloj. Está declarado bien de interés cultural.
Cuevas
En el casco urbano de Paterna se conservan varios conjuntos de casas-cueva, en donde llegó a residir a principios del siglo XX el 40 % de la población de Paterna y de las que llegó a haber más de 500 hasta que comenzaron a deshabitarse bien entrada la década de 1950. En la actualidad son tres las agrupaciones que siguen en pie. Las Coves d'Alborgí se ubican al norte de la villa y constituyen todavía espacio de habitación. Las Coves de la Torre se distribuyen en torno a la Torre de Paterna y fueron el conjunto más numeroso, en la actualidad muchas se han demolido por ruina y en su lugar se creó el espacio cultural La Cova Gran y, entre este y las restantes cuevas, un parque urbano. Por último, en las Coves del Batà, ubicadas al sur de la villa en el camino que se dirigía a Campanar, se ha creado un espacio cultural que incluye un museo etnográfico. Estos últimos dos conjuntos están declarados bien de interés cultural por la misma disposición que la torre de Paterna.
Las viviendas excavadas a modo de cueva son de origen morisco, si bien en Paterna no se constatan en gran número hasta el siglo XIX. Se pueden diferenciar dos tipologías: las excavadas directamente en un desnivel del terreno (coves de façana) y las que excavan un patio común que sirve de fachada a un grupo de dos a cuatro viviendas (coves enclotades). En 1824 se censan 38 cuevas, que se multiplicaron hacia 1850 hasta las 200, donde vivía el 35 % de la población. En 1920 eran ya 365 las cuevas y alcanzaron su máximo histórico, 509, en 1945, aunque para entonces alojaban solo al 20 % de la población. A partir de la década de 1950 se fueron abandonando progresivamente, de las 449 que todavía estaban habitadas en 1970, solo quedaban 106 en 1994. El ayuntamiento de Paterna ha promovido en las últimas décadas la conservación de las cuevas restantes, tras la consolidación de los espacios culturales, con proyectos como la «ciudad de los oficios perdidos» o la «cueva de los alfareros» que ceden espacios de las cuevas a artesanos locales.
Iglesia de San Pedro
La iglesia de San Pedro (església de Sant Pere) se edificó originalmente en el siglo XIV, bajo la advocación de San Pedro y San Juan Bautista, en el solar que ocupaba la mezquita. Con todo, en 1370 se creó la parroquia de San Juan Bautista de Manises, segregada de la parroquia de Paterna, que quedó desde entonces bajo la advocación actual. El templo actual, de una sola nave con capillas laterales, se construyó a finales del siglo XVIII sobre el edificio anterior, en estilo neoclásico, y se restauró en 1940. Está declarada bien de relevancia local.
Antiguo ayuntamiento
La expansión demográfica de Paterna en el siglo XIX llevó a la construcción de un nuevo ayuntamiento en 1881, pues el anterior (situado justo enfrente en la actual plaza del Poble) ya no era lo suficientemente grande como para satisfacer las nuevas necesidades del municipio. Se trata de un edificio con fachada neoclásica, de dos plantas con patio interior. Cumplió las funciones de ayuntamiento hasta 1989, año en que el consistorio se trasladó al Palacio de los Condes de Villapaterna. En la actualidad es la sede del Museo municipal de Cerámica, así como de algunos servicios socioculturales. Junto al edificio, en un acceso cubierto, se halla la cisterna que recibía las aguas del nacimiento de la Villa, en el barranco de la Font.
Arquitectura modernista
Se conserva en el casco urbano de Paterna un cierto número de chalets de estilo modernista valenciano de finales del siglo XIX y principios del xx. Destacan especialmente los situados actualmente en los números 16 y 18 de la calle Juan Magal Benzo (ambos diseñados por José María Manuel Cortina Pérez, uno de los máximos exponentes de modernismo valenciano), así como el situado en el número 29 de la calle Benito Pérez Galdós. También de José María Manuel Cortina es la fuente del Teniente Cortina, sobrino suyo. Otra importante obra modernista es la estación de Campament, de 1926, declarada bien de relevancia local.
Molinos
Los molinos de Paterna (molins) constituyen un complejo de molinos hidráulicos del conjunto de la acequia de Moncada a su paso por el término de Paterna. A finales del siglo XIX se alcanzó el máximo histórico de 18 casales, de los que en la actualidad se conservan ocho (si bien dos de ellos en estado ruinoso), cinco sobre la acequia de Moncada (Molinos del Testar y de la Escaleta, Molino de la Vila, Molino de la Tandera, Molino del Batán y Molino de la Peña), dos sobre el brazo secundario de la Uncía (Molino de Ferrando y Molino de Donderis) y el último sobre la acequia de Tormos (Molino del Vado), junto al vado que permitía cruzar el Turia entre Paterna y Manises. Siete de los ocho molinos conservados (a excepción del de Donderis) están incoados como bien de relevancia local.
Azudes
Se ubican en el término de Paterna, en el río Turia, cinco azudes (assuts) históricos de la Huerta valenciana, todos ellos declarados bien de interés cultural: Azud de la Acequia de Mestalla, Azud de la Acequia de Mislata, Azud de la Acequia de Quart-Benàger-Faitanar, Azud de la Acequia de Tormos y Azud de la Real Acequia de Moncada.

### Patrimonio arqueológico
Lloma de Betxí

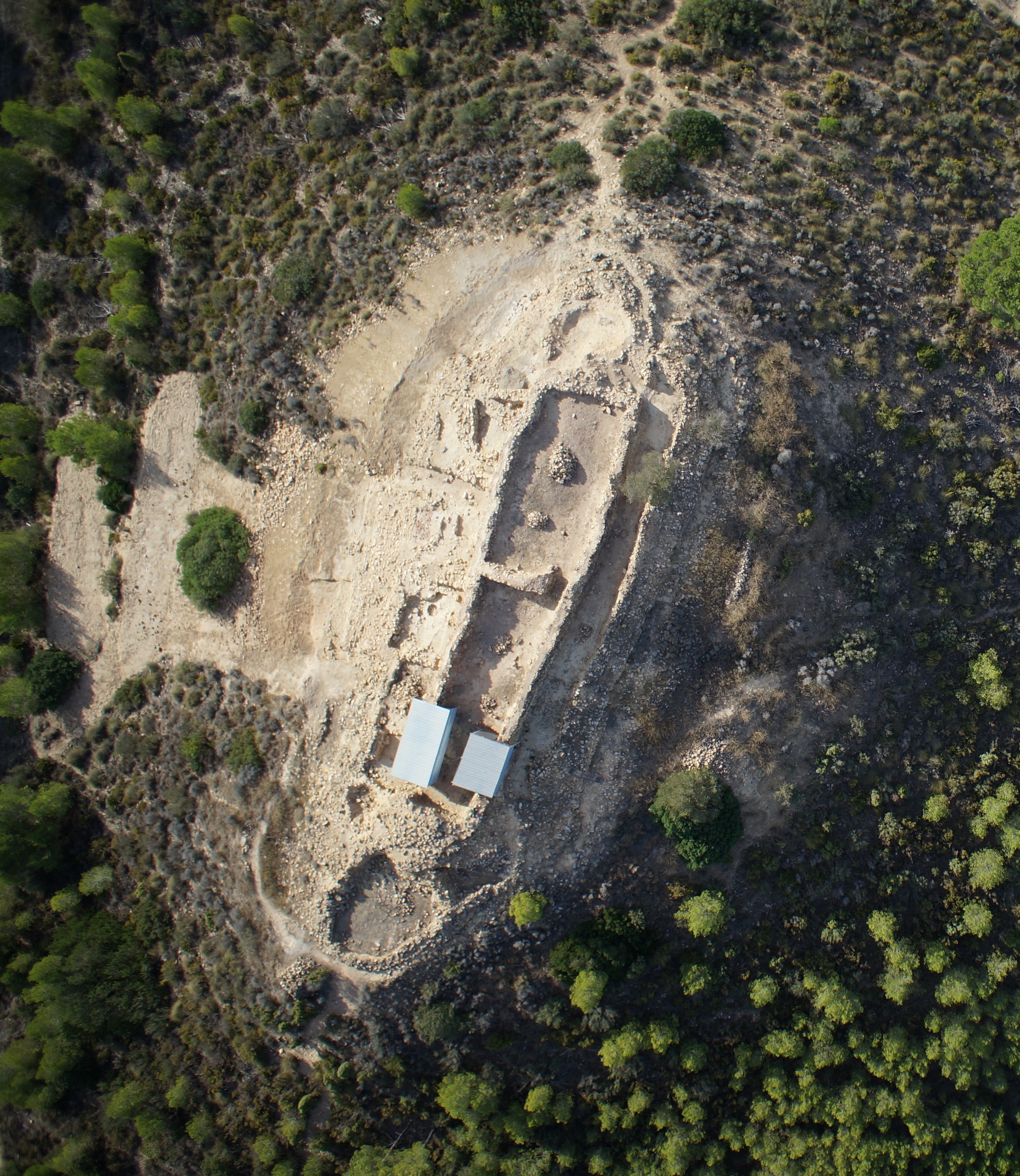
Ortofoto de la Lloma de Betxí realizada mediante dron

La Lloma de Betxí es un yacimiento arqueológico de la Edad del Bronce, situado sobre un cerro a 99 m s. n. m. y 30 m sobre la vaguada del río Turia, en el paraje de la Vallesa de Mandor. Su cronología se sitúa entre el 1800 y el 1300 a. C. dentro de la denominada Edad del Bronce Valenciano. Está declarado bien de relevancia local.
Villa romana de Paterna
La villa romana de Paterna es una villa romana, datada entre los siglos s. I y s. III. Se trata del primer vestigio romano de un lugar habitado entre Valencia y Liria y es el probable origen de la posterior villa medieval de Paterna. Está declarada bien de relevancia local.
Otros yacimientos
En el término de Paterna se han encontrado otros yacimientos arqueológicos, exponiéndose los restos de algunos de ellos en el Museo de Prehistoria de Valencia y el Museo de Cerámica de Paterna, entre otros. Entre ellos se encuentran los restos romanos de un acueducto de Mas de Vélez, declarados bien de relevancia local; y dos importantes yacimientos de cerámica descartada (testars), el de las Olleries Menors y el de las Olleries Majors o Testar del Molí, ambos declarados bien de relevancia local.

### Patrimonio natural
De los 35,85 km² del término municipal de Paterna, 9,84 se integran dentro del parque natural del Turia. Este territorio incluye zonas montañosas y boscosas en torno al área que ocupa La Cañada y que discurren en paralelo al curso del río Turia. Entre los parajes incluidos destaca el bosque de La Vallesa (de unas 6 ha), que alberga una abundante población de pinos y matorrales típicos de los bosques mediterráneos como tomillo, romero, carrasca o aliaga. La Vallesa incluye también un pequeño embalse de importancia para la biodiversidad y de destacado valor paisajístico, por lo que se haya incluido en el catálogo de humedales de la Comunidad Valenciana. Durante los meses del verano, este embalse se cubre de una densa capa de lentejas de agua. Dentro del territorio del parque natural se encuadra también todo el límite sur del término municipal, lindando con los términos de Manises y Ribarroja del Turia (también incluidos en el parque) y que incluyen retazos huerta tradicional y espacios patrimoniales, como molinos hidráulicos o azudes y yacimientos como el de la Lloma de Betxí.
Otra zona natural importante es la que se forma en las orillas del barranco de la Fuente, que presenta una amplia variedad de flora y fauna de la región. El barranco culmina en la fuente del Jarro, actualmente ubicada en uno de los extremos del polígono industrial homónimo, que fue canalizada en 1866 y restaurada en 2007.

## Cultura

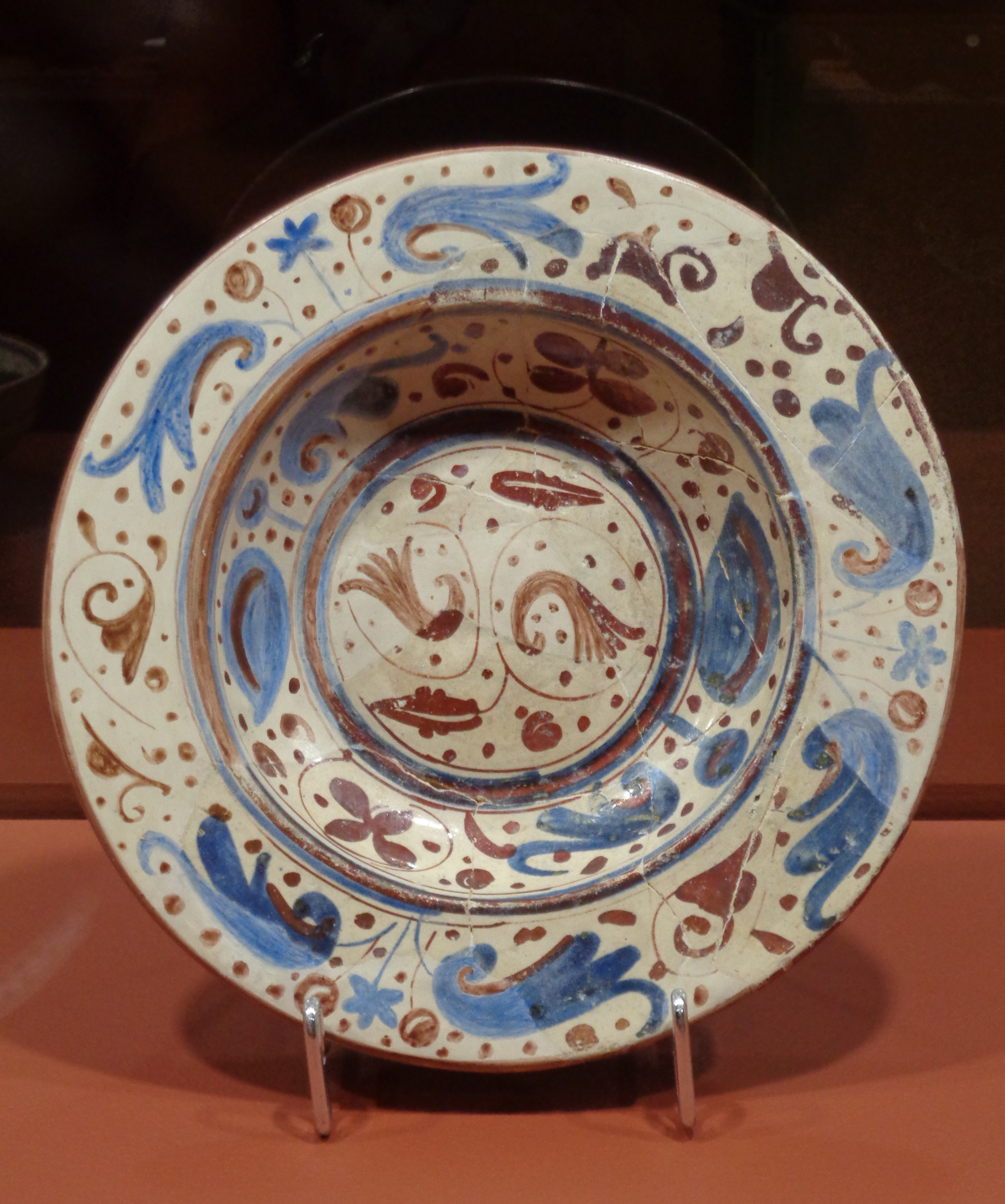
Plato de cerámica azul y dorada decorado con hojas, tallos, matas de hierba y flores-, que se conserva en el Museo de Cerámica de Paterna

### Museos
Museo municipal de Cerámica
El Museo municipal de Cerámica (Museu Municipal de Ceràmica) se ubica desde 1990 en la plaza del Poble, en el edificio del antiguo Ayuntamiento. Se creó en septiembre de 1980 con una colección de socarrats, hallada de manera fortuita en el casco urbano de Paterna, y se alojó en un primer momento en la Torre.
Se trata de un museo especializado principalmente en la cerámica de Paterna, especialmente la medieval, y cuenta con una de las mejores colecciones de estas características a nivel mundial. Los fondos de la primera planta incluyen piezas representativas de los períodos comprendidos entre el siglo XII y el xviii, todas ellas encontrados en el término de Paterna, y que incluyen socarrats, cerámica de verde y manganeso, cerámica de azul y dorado y obra aspra. Hay también reproducciones de un horno alfarero y un torno alfarero, entre otras.
En la planta baja se localizan dos salas con otro tipo de objetos. En la primera, se expone cerámica más reciente, hasta el siglo XIX, también hallada en la localidad. La segunda expone algunos de los objetos hallados en la villa romana de Paterna, cuya cronología va del siglo I al iv e incluye estelas funerarias, figuras de metal, monedas, algunos objetos de pasta vítrea, herramientas para la reparación de dolia y cerámicas altoimperiales.
Espacio Cultural Coves del Batà
El Espacio Cultural Coves del Batà presenta una colección etnográfica municipal en el espacio de antiguas casas-cueva. Consiste en un conjunto de ocho antiguas viviendas comunicadas entre sí, que conforman un total de 28 salas, con una superficie de unos 450 m². De la exposición permanente, destacan las centrada en aperos agrícolas y la actividad de la forja y la cerrajería. Asimismo, se incluye la reproducción de una casa-cueva con su mobiliario y distribución tradicional, y una muestra dedicada a la Cordá de Paterna.

### Teatros y auditorios

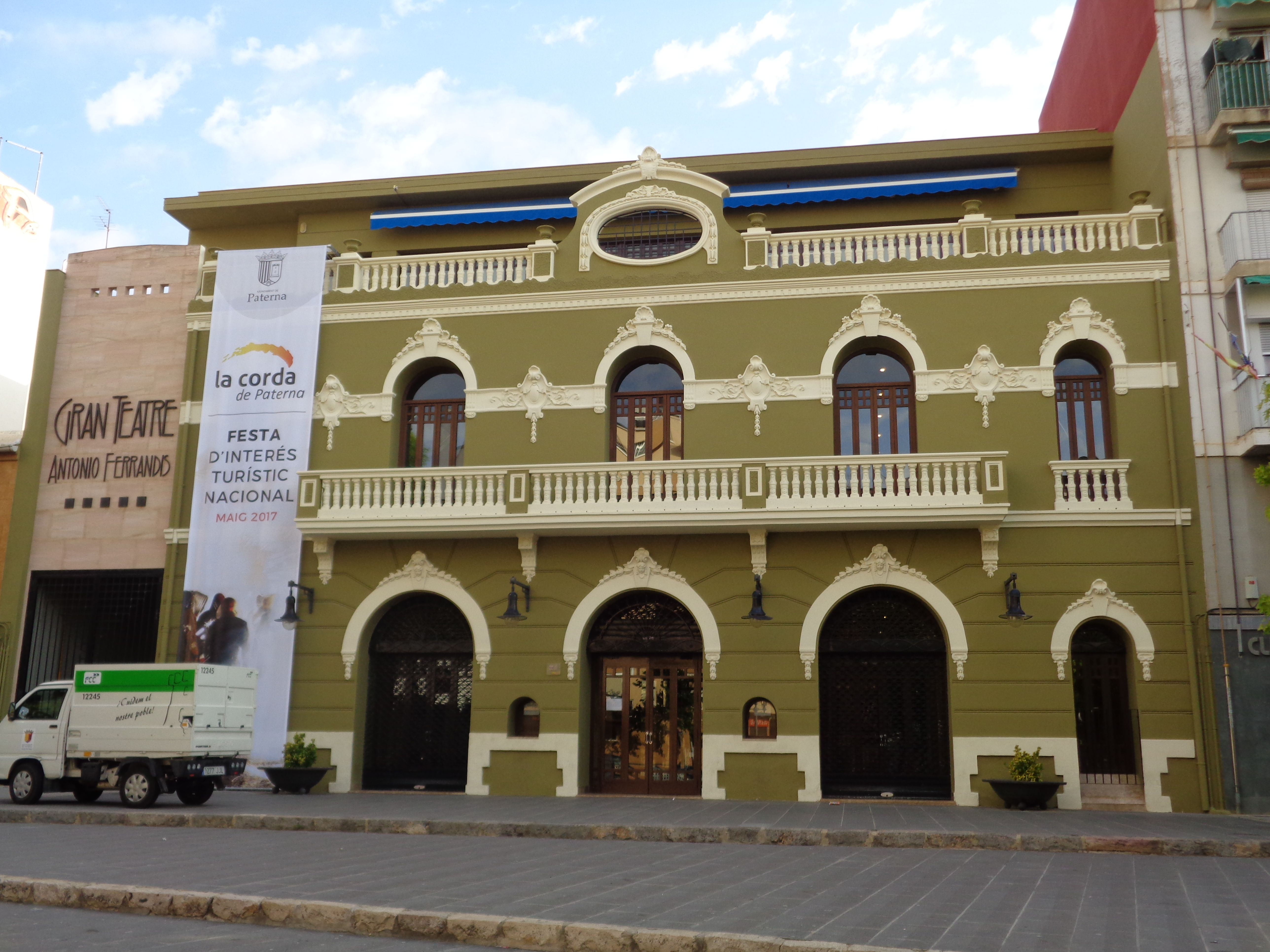
Gran Teatro Antonio Ferrandis

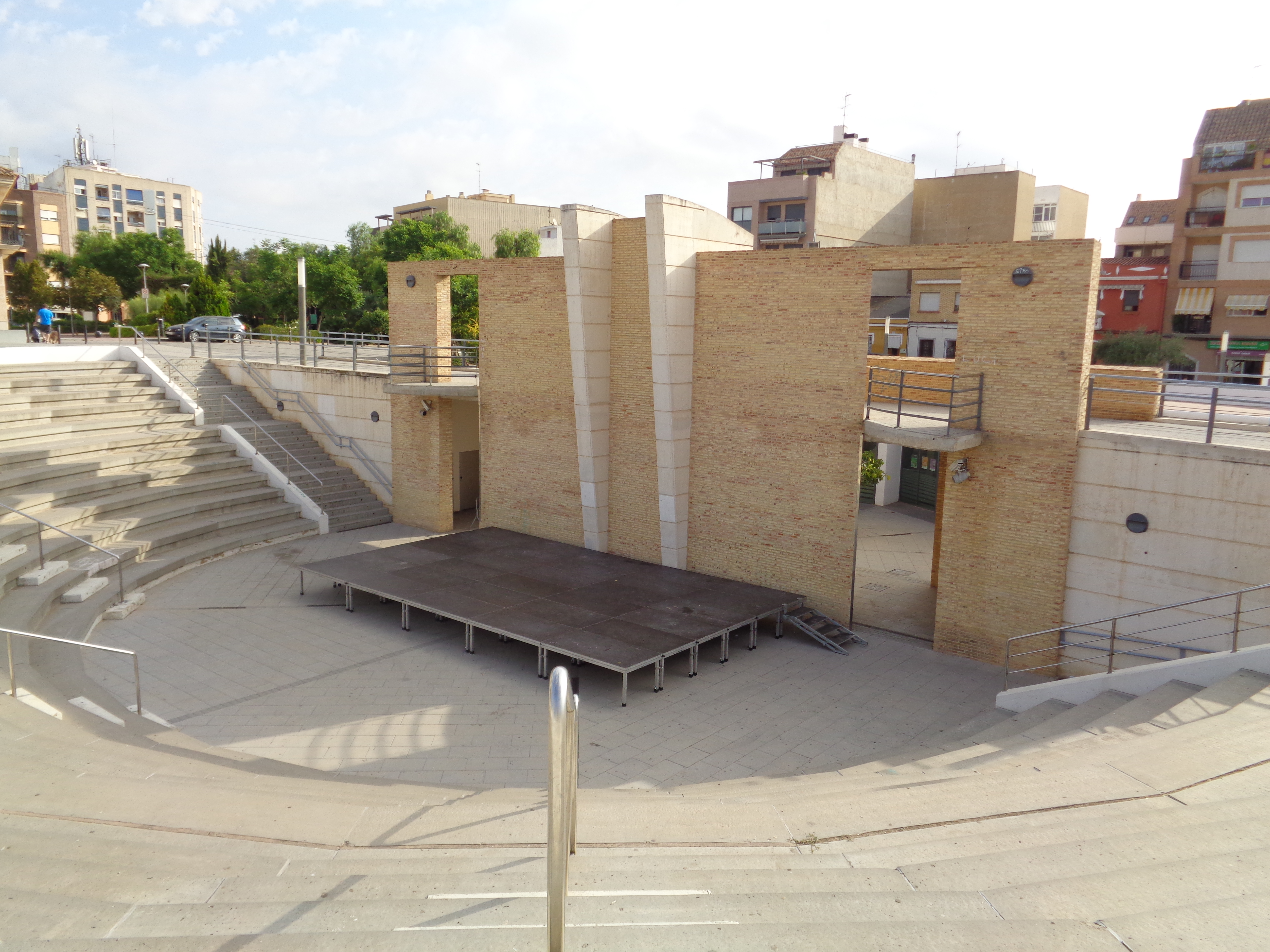
Anfiteatro del Espacio Cultural La Cova Gran

El Gran Teatro se comenzó a construir en 1927 por iniciativa de Vicente Brull Bayona y bajo la dirección de Mariano Agustí Monrabal, y se inauguró el 8 de mayo de 1928. Tras varias décadas de uso como teatro, café y cine había caído ya en desuso cuando el ayuntamiento se hizo con el edificio en 1986, tras su catalogación como edificio protegido. Así, el edificio se restauró y adecuó y se reinauguró en el año 2000 añadiéndole el nombre del conocido actor paternero Antonio Ferrandis Monrabal. El teatro actual tiene capacidad para 600 espectadores y un escenario que incluye un foso para la orquesta con 56 m². Asimismo, en el edificio del teatro se incluyen tres salas para reuniones, exposiciones o ensayos.
Teatro Capri
El Teatro Capri se inauguró en torno a 1924 bajo el nombre de «Teatro de la Unión», si bien se le conoció popularmente como Teatre del Batà, por las cercanas cuevas del Batà. El local era popular por su excelente acústica, además de funciones teatrales, se proyectaban películas. Fue también cayendo en desuso y los socios fundadores lo vendieron, pasando por varias manos hasta que en 1988 se creó el «Centro de Arte y Danza S.A.», sociedad que entró en contacto con el ayuntamiento de Paterna para concertar una venta, que se efectuó en 1992, pasando el edificio a reformarse en 1998. Al igual que el Gran Teatro, se reinauguró en el año 2000.
Espacio Cultural La Cova Gran
Se excavó en la zona norte de las Coves de la Torre, siguiendo la propia depresión del terreno y conservando la estética del conjunto histórico. Está conformado por un anfiteatro al aire libre y la biblioteca central de Paterna, que alberga más de 16 000 volúmenes.
Auditorio Antonio Cabeza
Auditorio con aforo para 480 (y cuatro plazas adicionales para discapacitados), inaugurado en 2011. En el mismo edificio se alberga la Escuela del Centro Musical de Paterna.

### Fiestas
Fallas
Las fallas de Paterna se celebran en la semana del 19 de marzo en honor a san José. En Paterna existen 18 comisiones falleras, que preparan los monumentos y organizan los festejos.
Fiestas mayores
Se celebran en las últimas dos semanas de agosto en honor al Cristo de la Fe y san Vicente Ferrer, bajo el lema «foc, festa i fe» (‘fuego, fiesta y fe’), elementos que representan respectivamente las tres principales actividades: la cordà (declarada Fiesta de Interés Turístico Nacional en 2017), los desfiles de Moros y cristianos y los actos litúrgicos.
Las fiestas se inician con el pregón, que da partida a los actos ya mencionados y a otros de cariz cultural, como los premios literarios conocidos como «Jocs Florals» (‘juegos florales’) y los premios «Coets d'Or» (‘cohetes de oro’) a las personalidades más involucradas en el desarrollo de las fiestas. Incluyen asimismo conciertos, actuaciones teatrales y exposiciones. Durante la primera semana predominan los actos relacionados con los Moros y cristianos, en los que participan alrededor de 3000 festeros y que se vienen realizando desde la década de 1970 Con todo, el evento principal de las fiestas es la Cordà, con más de un siglo de tradición y que tiene lugar el último domingo de agosto. Se trata de un espectáculo de fuego y pirotecnia en el que, durante unos 25 minutos, se prenden 70 000 cohetes a lo largo de la calle Mayor y que constituye un espectáculo de luz, fuego y color. Una cordà de las mismas características se lanza el día anterior en el Coetòdrom, donde puede observarse con mayor claridad y por más gente; además, se realizan otros actos relacionados con el fuego como la recordà o correfocs.

### Gastronomía
La gastronomía tradicional de Paterna, eminentemente mediterránea, es la típica de la Huerta de Valencia, cuyos ingredientes principales son el arroz y las verduras de la huerta. Algunos platos importantes son la paella valenciana tradicional, el arroz con alubias y nabos, la caragolà (caracoles con salsa picante) o la carne a lo pastor (cabeza de cordero guisada en salsa picante). Destaca en Paterna el cachap, un dulce hojaldrado típico de la localidad, que se rellena con yema de huevo (u ocasionalmente cabello de ángel) y cuya receta respecto a ingredientes y elaboración exacta es objeto de especulación.

### Deporte
- Ciudad deportiva de Paterna: uno de los complejos deportivos del Valencia Club de Fútbol, con una extensión de 180 000 m² y trece campos de fútbol, es el lugar habitual de trabajo no solo de primer equipo, sino también de todos los que componen las categorías inferiores del club.[118]
- Cuenta con un equipo de fútbol sala que actualmente participa en primera división de fútbol sala llamado: Levante UD FS (Paterna - Valencia)

## Ciudades hermanadas
- Adeje[110]
- Marino[110]
- Jódar[110]